# Bayerisches Landesjugendorchester

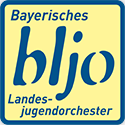
Logo

Das Bayerische Landesjugendorchester (BLJO) ist ein Landesjugendorchester, das sich aus bis zu 100 jungen Musikern aus dem Freistaat Bayern zusammensetzt.

## Geschichte
Das BLJO hatte seine ersten Arbeitsphasen in den Jahren 1974/75. Es ist ein Sinfonieorchester, dessen jugendliche Teilnehmer aus allen Gegenden Bayerns stammen und in der Regel vor oder noch in einer Berufsausbildung stehen. Das Orchester ist als Anschlussmaßnahme zum Wettbewerb Jugend musiziert konzipiert und soll durch die Orchesterarbeit sowohl die musikalische Begabung als auch die soziale Kompetenz der Teilnehmer fördern. Die Trägerschaft des BLJO liegt beim Landesausschuss Bayern „Jugend musiziert“ in Regensburg. Die Finanzierung erfolgt durch den Freistaat Bayern, den Sparkassenverband Bayern sowie durch Teilnehmerbeiträge.
Die Auswahl geeigneter Jugendlicher erfolgt durch offene Vorspiele sowie durch besonders erfolgreiche Teilnahme am Wettbewerb Jugend musiziert. Die Arbeitsphasen des Orchesters – projektweise übers Jahr verteilt – richten sich nach der bayerischen Ferienregelung und finden an abwechselnden Orten statt. Das sind Musikakademien und andere Einrichtungen, die nicht nur Platz für bis zu 100 Teilnehmer haben, sondern gleichzeitig auch einen für die Jugendlichen passenden Freizeitwert bieten können. Am Ende der Arbeitsphasen findet häufig ein öffentliches Abschlusskonzert statt.
Das Orchester führte in den letzten Jahren Werke wie Ein Heldenleben und Don Juan von Richard Strauss, Bruckners 7. Symphonie oder Mussorgskys Bilder einer Ausstellung auf. Es arbeitete dabei mit verschiedenen jungen Dirigenten zusammen, wie z. B. der koreanischen Dirigentin Han-Na Chang, Sebastian Tewinkel und Christian Vasquez. Auch Mariss Jansons, Chefdirigent des Symphonieorchesters des Bayerischen Rundfunks hat mit dem BLJO zusammengearbeitet und mit seinem Orchester die Patenschaft übernommen. Ehrendirigent war Werner Andreas Albert, der das Orchester 25 Jahre lang bis 2000 leitete und im November 2019 verstorben ist. Seit 2001 entscheidet über künstlerische Belange der Trägerverein, der durch einen künstlerischen Beirat beraten wird.

## Bekannte ehemalige Orchestermitglieder (Auswahl)
- Johannes Lipp (Tuba)
- Andreas Martin Hofmeir (Tuba)
- Stefan Dettl (Trompete)
- Andrea Lieberknecht (Querflöte)
- Albrecht Mayer (Oboe)
- Peter Sadlo (Schlagzeug)
- Harald Harrer (Klarinette)
- Ludwig Rast (Horn)
- Karsten Nagel (Fagott)
- Norbert Nagel (Klarinette)
- Michael Friedrich (Violine)
- Thomas Hofer (Violine)
- Matthias Fischer (Posaune)